# سوبر سونيكو
سوبر سونكو (باليابانية: すーぱーそに子، بالروماجي: Sūpā Soniko) (بالإنجليزية: Super Sonico)‏ هي سلسلة مانغا يابانية من تأليف تشيكا نونوهارا، اقتبست إلى سلسلة ألعاب فيديو تم تطويرها من قبل نيترو+. أنتجت المانغا إلى مسلسل أنمي تلفزيوني من قبل استوديو وايت فوكس، عرض الأنمي 6 يناير عام 2014 واستمر عرضه حتى 24 مارس عام 2014، وتكون من 12 حلقة.

## القصة
تدور أحداث القصة عن سوبر سونكو هي فتاة عمرها ثمانية عشر عاما، تدرس علم الأحياء البحرية في جامعة موساساكا، وتعيش في مدنة طوكيو.

## الشخصيات
سوبر سونيكو
مؤدية الصوت: أيانو ياماموتو
سوزو فوجيمي (باليابانية: 富士見 鈴، بالروماجي: Fujimi Suzu)
مؤدية الصوت: ماي غوتو
فوري واتانوكي (باليابانية: 綿抜 フウリ، بالروماجي: Watanuki Fūri)
مؤدية الصوت: مامي أوزاكي
المدير كيتامورا (باليابانية: 北村 マネージャー، بالروماجي: Kitamura Manējā)
مؤدي الصوت: ريوتا تاكيوتشي
أوكا ساتسوريكون (باليابانية: 殺戮院 鏖禍، بالروماجي: Satsurikuin Ōka)
مؤدية الصوت: هيساكو كانيموتو

## وصلات خارجية
- الموقع الرسمي باللغة اليابانية
- سوبر سونيكو على موقع ميوزك برينز (الإنجليزية)